# Пластилінова анімація

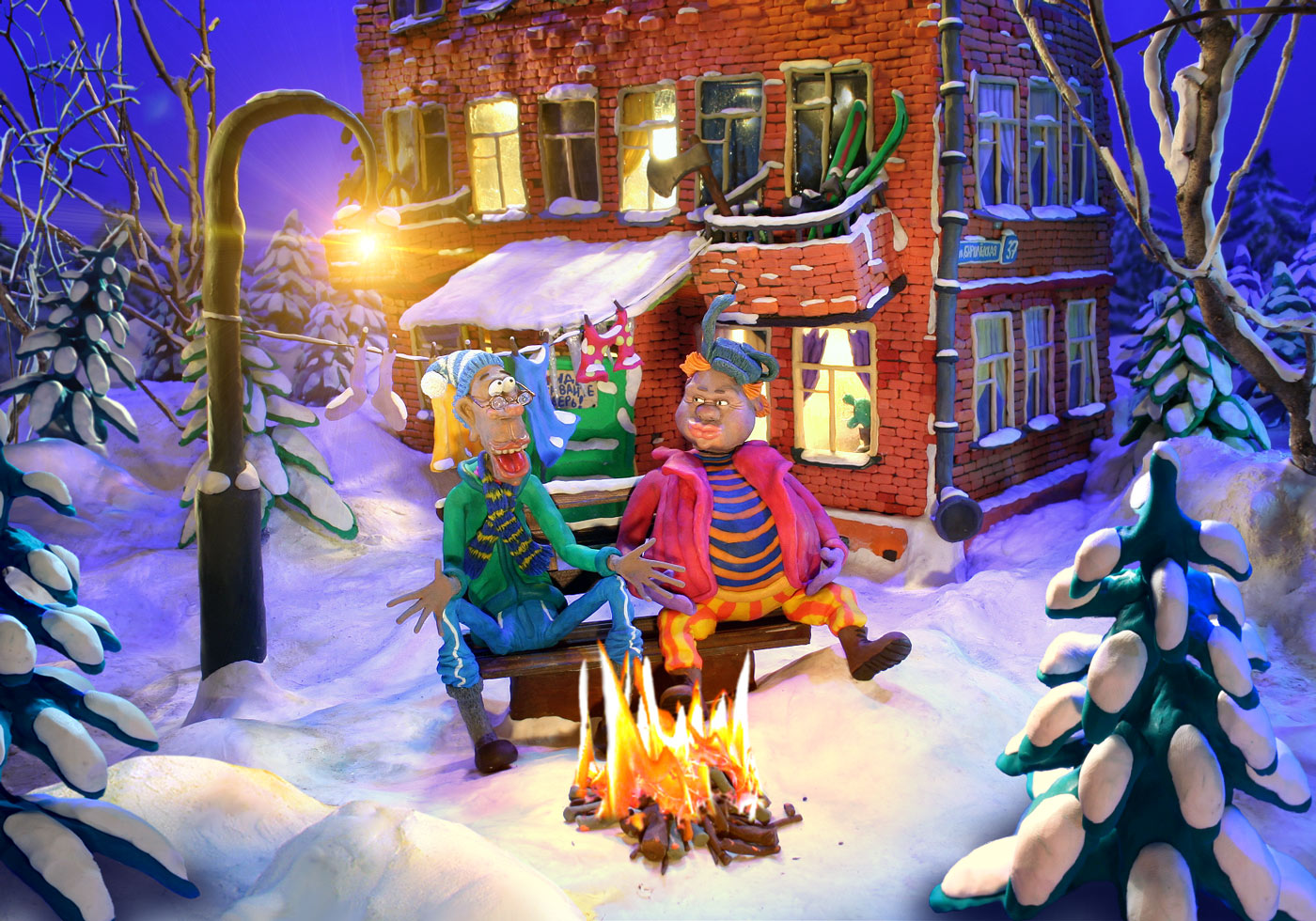
Пластилінова анімація

Пластилінова анімація (англ. clay animation) — вид анімації. Фільми робляться шляхом покадрової зйомки пластилінових об'єктів зі зміною (цих об'єктів) у проміжках між кадрами. Термін «claymation» запатентований Асоціацією Віла Вінтона в штаті Орегон.
У жанрі пластилінової анімації працювали Олександр Татарський, Гаррі Бардін, Нік Парк. Велику роль в історії пластилінової анімації зіграла студія Aardman Animations. В СРСР до 90-х років минулого століття не існувало спеціалізованих студій, які системно займались виробництвом пластилінової анімації. Мультфільми з пластиліну виробляли від випадку до випадку режисери-мультиплікатори, основною спеціальністю яких була класична або лялькова анімація. 

## Історія
У 1897 році Вільям Гарбут розробив пластилін. Щоб популяризувати свій освітній “метод пластики”, він створив довідник, який містив кілька світлин, що відображали різні етапи творчих проєктів. Пластилін став улюбленим продуктом для глиняних аніматорів, оскільки він не висихав і не твердів (на відміну від звичайної глини) і був набагато пластичнішим, ніж його італійський попередник.
У фільмі Едвіна Портера «Забави в пекарні» (1902) показано пекаря, який швидко перетворює шматок тіста на різні обличчя. Він відображає водевільний тип “блискавичних етюдів”, які Джеймс Стюарт Блектон знімав у «Зачарованому малюнку» (1902) і ранньою кінематографічною анімацією у «Жартівливих фазах смішних облич» (1906). Пластилінова анімація в «Чу-чу країні» або «Пригодах Доллі та Джима» (1910) була натхненна сновидіннями, навіяних жувальною гумкою.
З 1916 по 1918 Віллі Гопкінс створив понад п'ятдесят анімаційних сегментів під назвою «Чудеса в грязі» для щотижневого часопису Universal Screen Magazine.
Найстаріший пластиліновий фільм, що зберігся це «Хай живе бик» (1926) Джозефа Сана
Пластилінова анімація була популяризована на телебаченні, в дитячих передачах як: «Міо Мао», «Червоний та синій», «Pingu»

## Техніки
У пластилінової анімації існує кілька технік.
- Перекладка — композиція складається з декількох шарів персонажів і декорацій, які розташовуються на декількох склах, розташовані одне над одним, камера знаходиться вертикально над склом. Персонажі і декорації для цього виду анімації робляться спеціальної, плоскої форми. В наш час[коли?] у зв'язку з новими комп'ютерними технологіями монтажу кожен шар знімається окремо, після чого всі верстви поєднуються в монтажі. Цей вид анімації використовується для зручності пожвавлення персонажів. У цьому стилі було знято знаменитий мультфільм «Падав торішній сніг».
- Об'ємна анімація — принцип схожий з класичною ляльковою анімацією при якій об'ємні, «справжні» персонажі розташовуються в об'ємній декорації, але цю анімацію робити набагато складніше, тому що на відміну від перекладки оживляти персонажів складніше, їх необхідно спеціально зміцнювати у декорації, робити додаткові опори та підвіски.
- Комбінована анімація — сучасний вигляд анімації, схожий за технологією на зйомку фільму Аватар, при якій персонажі знімаються окремо на зеленому або синьому тлі, після чого за допомогою монтажу «імплантуються» в зняті окремо пластилінові світи. У даному виді пластилінової анімації основний обсяг роботи припадає не на роботу з пластиліном, а на роботу з комп'ютером.

## Відомі твори пластилінової анімації

### Україна
- 2002 — «Йшов трамвай № 9», Степан Коваль (Україна)

- 2013 — Дівчинка з риб'ячим хвостом, Сергій Мельниченко
- 2010-2014 — Моя країна — Україна (серіал), Степан Коваль (Україна)

### Велика Британія
- 1989 — «Неймовірні пригоди Воллеса і Громіта: Пікнік на Місяці» / A Grand Day Out, режисер Нік Парк
- 1989 — «Creature Comforts», Нік Парк

- 1990 — Воллес і Громіт. Великий вихідний, Нік Парк
- 1993 — «Неймовірні пригоди Воллеса і Громіта: Неправильні штани» / The Wrong Trousers, Нік Парк
- 1995 — «Стрижка під нуль» / A Close Shave, Нік Парк
- 2008 — «Неймовірні пригоди Воллеса і Громіта: Справа про хліб і смерті», Нік Парк
- 2005 — «Воллес і Громіт: Прокляття кролика-перевертня» / Wallace & Gromit: The Curse of the Were-Rabbit, Нік Парк

### Інші країни
- 2009 — Мері та Макс, Адам Елліот
- 2003 — «Гарві Крампет» / Harvie Krumpet, Адам Еліот (Австралія)
- 2001 — До кісток / Hasta los huesos (Рене Кастільо, Мексика)
- 2000 — «Втеча з курника» / Chicken Run, Нік Парк
- 1998 — «Тьма, Світло, Пітьма», Ян Шванкмаєр
- 1984 — «Тяп, ляп — малярі!», Гаррі Бардін
- 1983 — «Новорічна пісенька Діда Мороза», Олександр Татарський
- 1983 — «Падав торішній сніг», Олександр Татарський
- 1981 — «На добраніч, малюки», заставка до телепередачі Олександр Татарський
- 1981 — «Пластилінова ворона», Олександр Татарський
- 1955 — «Gumbasia», Арт Клокі